# Denis McBride
William Denis McBride (Belfast, 9 settembre 1964) è un ex rugbista a 15 proveniente dall'Irlanda del Nord, per 10 anni terza linea centro della provincia dell'Ulster e internazionale per l'Irlanda.

## Biografia
Studente in ingegneria meccanica alla Queen's University Belfast, militò nella squadra di rugby accademica dal 1983 al 1987 e, successivamente, al Malone, altro club della capitale nordirlandese.
Già nelle giovanili irlandesi e dell'Ulster nel 1982, debuttò per la squadra provinciale nel 1987 e, un anno più tardi, anche in Nazionale irlandese (a Dublino contro il Galles nel Cinque Nazioni 1988).
Nell'Irlanda militò fino al 1997, collezionando 32 presenze, incluse quelle nella Coppa del Mondo di rugby 1995 in Sudafrica.
Ritiratosi nel 1997, lavora nel campo dell'energia elettrica e si dedica alla raccolta di fondi per beneficenza organizzando gare ciclistiche alle quali anch'egli prende parte.